# IJsland op de Olympische Zomerspelen 1972
IJsland nam deel aan de Olympische Zomerspelen 1972 in München, West-Duitsland. Voor de vierde keer op rij werd geen medaille gewonnen.

## Deelnemers en resultaten

### Atletiek
| Olympiër               | Discipline       | Resultaat | Prestatie                                         |
| ---------------------- | ---------------- | --------- | ------------------------------------------------- |
| Bjarni Stefánsson      | 100m (m)         | 73e       | serie 5: 6de in 10,99                             |
| Bjarni Stefánsson      | 400m (m)         | 27e       | serie 1: 5de in 46,76 kwartfinale 5: 6de in 46,92 |
| Þorsteinn Þorsteinsson | 800m (m)         | 41e       | serie 4: 6de in 1.50,8                            |
| Erlendur Valdimarsson  | discuswerpen (m) | 23e       | kwalificatie groep B: 12de met 55,38m             |
|                        |                  |           |                                                   |
| Lára Sveinsdóttir      | hoogspringen (v) | 37e       | kwalificatie groep B: 15de met 1,60m              |

### Gewichtheffen
| Olympiër             | Discipline | Resultaat | Prestatie                                                                                     |
| -------------------- | ---------- | --------- | --------------------------------------------------------------------------------------------- |
| Guðmundur Sigurðsson | -90kg (m)  | 13e       | drukken: 17de met 142,5kg trekken: 12de met 135kg stoten: 11de met 177,5kg totaal: 455kg      |
| Óskar Sigurpálsson   | -110kg (m) | 19e       | drukken: 8ste met 177,5kg trekken: 23ste met 117,5kg stoten: 15de met 182,5kg totaal: 477,5kg |

### Handbal
| Olympiër | Discipline | Resultaat | Prestatie |
| --- | ---------- | --------- | --- |
| Axel Axelsson Ólafur Benediktsson Björgvin Björgvinsson Hjalti Einarsson Sigurður Einarsson Birgir Finnbogason Stefán Gunnarsson Geir Hallsteinsson Ólafur Jónsson Stefán Jónsson Jón Magnússon Ágúst Ögmundsson Sigurbergur Sigsteinsson Viðar Símonarson Gunnsteinn Skúlason | mannen     | 12e       | groep B: 3de V van DDR: 11-16 G van Tsjecho-Slowakije: 19-19 W van Tunesië: 27-16 9-12de plek: V van Polen: 19-20 11-12de plek: V van Japan: 18-19 |

| Groep B |                   |             |             |             |             |            |            |            |        |
| #       | Land              | Wedstrijden | Wedstrijden | Wedstrijden | Wedstrijden | Doelpunten | Doelpunten | Doelpunten | Punten |
| #       | Land              | G           | W           | G           | V           | V          | T          | Saldo      | Punten |
| 1       | DDR               | 3           | 3           | 0           | 0           | 51         | 32         | +19        | 6      |
| 2       | Tsjecho-Slowakije | 3           | 1           | 1           | 1           | 56         | 40         | +16        | 3      |
| 3       | IJsland           | 3           | 1           | 1           | 1           | 57         | 51         | +6         | 3      |
| 4       | Tunesië           | 3           | 0           | 0           | 3           | 32         | 73         | -41        | 0      |

| Ronde        | Datum   | Plaats            | Land  | Score   | Land |
| ------------ | ------- | ----------------- | ----- | ------- | ---- |
| Groepsfase   |         |                   |       |         |      |
| 30 augustus  | München | DDR               | 16-11 | IJsland |      |
| 1 september  | München | Tsjecho-Slowakije | 19-19 | IJsland |      |
| 3 september  | München | IJsland           | 27-16 | Tunesië |      |
| 9-12de plek  |         |                   |       |         |      |
| 7 september  | München | Polen             | 20-17 | IJsland |      |
| 11-12de plek |         |                   |       |         |      |
| 9 september  | München | IJsland           | 18-19 | Japan   |      |

### Zwemmen
| Olympiër            | Discipline           | Resultaat | Prestatie                |
| ------------------- | -------------------- | --------- | ------------------------ |
| Finnur Garðarsson   | 100m vrije slag (m)  | 35e       | serie 6: 6de in 55,97    |
| Finnur Garðarsson   | 200m vrije slag (m)  | 43e       | serie 6: 8ste in 2.08,88 |
| Friðrik Guðmundsson | 400m vrije slag (m)  | 42e       | serie 3: 7de in 4.26,25  |
| Friðrik Guðmundsson | 1500m vrije slag (m) | 31e       | serie 1: 6de in 17.32,47 |
| Guðjón Guðmundsson  | 100m schoolslag (m)  | 36e       | serie 6: 8ste in 1.11,11 |
| Guðjón Guðmundsson  | 200m schoolslag (m)  | 22e       | serie 1: 4de in 2.32,40  |
| Gudmunður Gíslason  | 200m wisselslag (m)  | 33e       | serie 2: 5de in 2.20,00  |
| Gudmunður Gíslason  | 400m wisselslag (m)  | 30e       | serie 3: 7de in 5.03,54  |

Afghanistan · Albanië · Algerije · Amerikaanse Maagdeneilanden · Argentinië · Australië · Bahama's · Barbados · België · Bermuda · Birma · Bolivia · Bondsrepubliek Duitsland · Brazilië · Brits-Honduras · Bulgarije · Canada · Ceylon · Chili · Colombia · Congo-Brazzaville · Costa Rica · Cuba · Dahomey · Denemarken · Dominicaanse Republiek · Duitse Democratische Republiek · Ecuador · Egypte · El Salvador · Ethiopië · Fiji · Filipijnen · Finland · Frankrijk · Gabon · Ghana · Griekenland · Groot-Brittannië · Guatemala · Guyana · Haïti · Hongarije · Hongkong · Ierland · IJsland · India · Indonesië · Iran · Israël · Italië · Ivoorkust · Jamaica · Japan · Joegoslavië · Kameroen · Kenia · Khmerrepubliek · Koeweit · Lesotho · Libanon · Liberia · Liechtenstein · Luxemburg · Madagaskar · Malawi · Maleisië · Mali · Malta · Marokko · Mexico · Monaco · Mongolië · Nederland · Nederlandse Antillen · Nepal · Nicaragua · Nieuw-Zeeland · Niger · Nigeria · Noord-Korea · Noorwegen · Oeganda · Oostenrijk · Opper-Volta · Pakistan · Panama · Paraguay · Peru · Polen · Portugal · Puerto Rico · Roemenië · San Marino · Saoedi-Arabië · Senegal · Singapore · Soedan · Somalië · Sovjet-Unie · Spanje · Suriname · Swaziland · Syrië · Taiwan · Tanzania · Thailand · Togo · Trinidad en Tobago · Tsjaad · Tsjecho-Slowakije · Tunesië · Turkije · Uruguay · Venezuela · Verenigde Staten · Vietnam · Zambia · Zuid-Korea · Zweden · Zwitserland